# Ориховский, Павел Борисович
Па́вел Бори́сович Орихо́вский (укр. Павло Борисович Оріховський; род. 13 мая 1996, Червоноармейск, Житомирская область) — украинский футболист, полузащитник ковалёвского «Колоса».

## Игровая карьера
Ориховский начал заниматься футболом в городе Владимир-Волынский в школе местного клуба «BRW-ВІК», в киевское «Динамо» перебрался в 2010 году, занимался в клубной академии под началом Виктора Александровича Мунтяна. В чемпионате юношеских команд среди игроков до 19 лет Ориховский дебютировал 18 сентября 2013 года в матче с киевским «Арсеналом», который завершился победой «Динамо» со счётом 6:2. В чемпионате молодёжных команд среди игроков до 21 года Ориховский дебютировал 19 октября 2013 в матче с киевским «Арсеналом», в котором его команда победила со счётом 2:0.
11 марта 2016 года Ориховский дебютировал в основном составе «Динамо», выйдя на замену в матче чемпионата Украины против львовских «Карпат».
В конце сентября 2017 года футболист подписал контракт с одесским «Черноморцем».

## Карьера в сборной
Выступал за сборные Украины U-16, U-17. Игрок юношеской сборной Украины U-18.